# Tedingsinsel
Die Tedingsinsel ist eine Insel im Nordosten der Insel Hiddensee. Die Insel liegt westlich der Südspitze der Doppelhalbinsel Bessin. Sie gehört zur Gemeinde Insel Hiddensee.
Der Name der Insel (Teding ist eine niederdeutsche Koseform des Namens Theodor) soll sich auf Theodor Nehls beziehen, der in Vitte Ende des 19. Jahrhunderts einen Laden und später eine Pension betrieb. Nehls hatte vom örtlichen Gutspächter die Jagderlaubnis erhalten und im Herbst häufig von der Insel aus Gänse gejagt.
Die etwa einen Hektar große Insel misst rund 200 × 60 Meter. Die höchsten Stellen der Insel liegen nur etwas über einen Meter über dem Meeresspiegel und bestehen meist aus Sandablagerungen.
Die Tedingsinsel ist unbewohnt und gehört zum Nationalpark Vorpommersche Boddenlandschaft. Sie ist Brutort zahlreicher See- und Zugvögel. Ihr Betreten ist grundsätzlich nicht gestattet.